# シティ・オブ・ボタニー・ベイ
シティ・オブ・ボタニー・ベイ（City of Botany Bay）は、オーストラリア・ニューサウスウェールズ州の地方公共団体。

## 概要
市の中心に当たるマスコットはシドニーCBDの南に7キロメートルに位置する。市の北部はシティ・オブ・シドニー、東はシティ・オブ・ランドウィック、西はマリックヴィル・カウンシルとシティ・オブ・ロックデールと接する。南はボタニー湾に面する。
シドニーの空の玄関口であるシドニー国際空港があり、CBDからは、シティレールの空港・イーストヒルズ線（en）が乗り入れる。

## 構成サバーブ
シティ・オブ・ボタニー・ベイは、以下のサバーブで構成される。
- バンクスメドウ（Banksmeadow）
- ボタニー（Botany）
- デーシーヴィル（Daceyville）
- イーストガーデンズ（Eastgardens）
- イーストレイクス（Eastlakes）
- ヒルズデール（Hillsdale）
- マスコット（Mascot）
- ページウッド（Pagewood）
- ローズベリー（Rosebery）

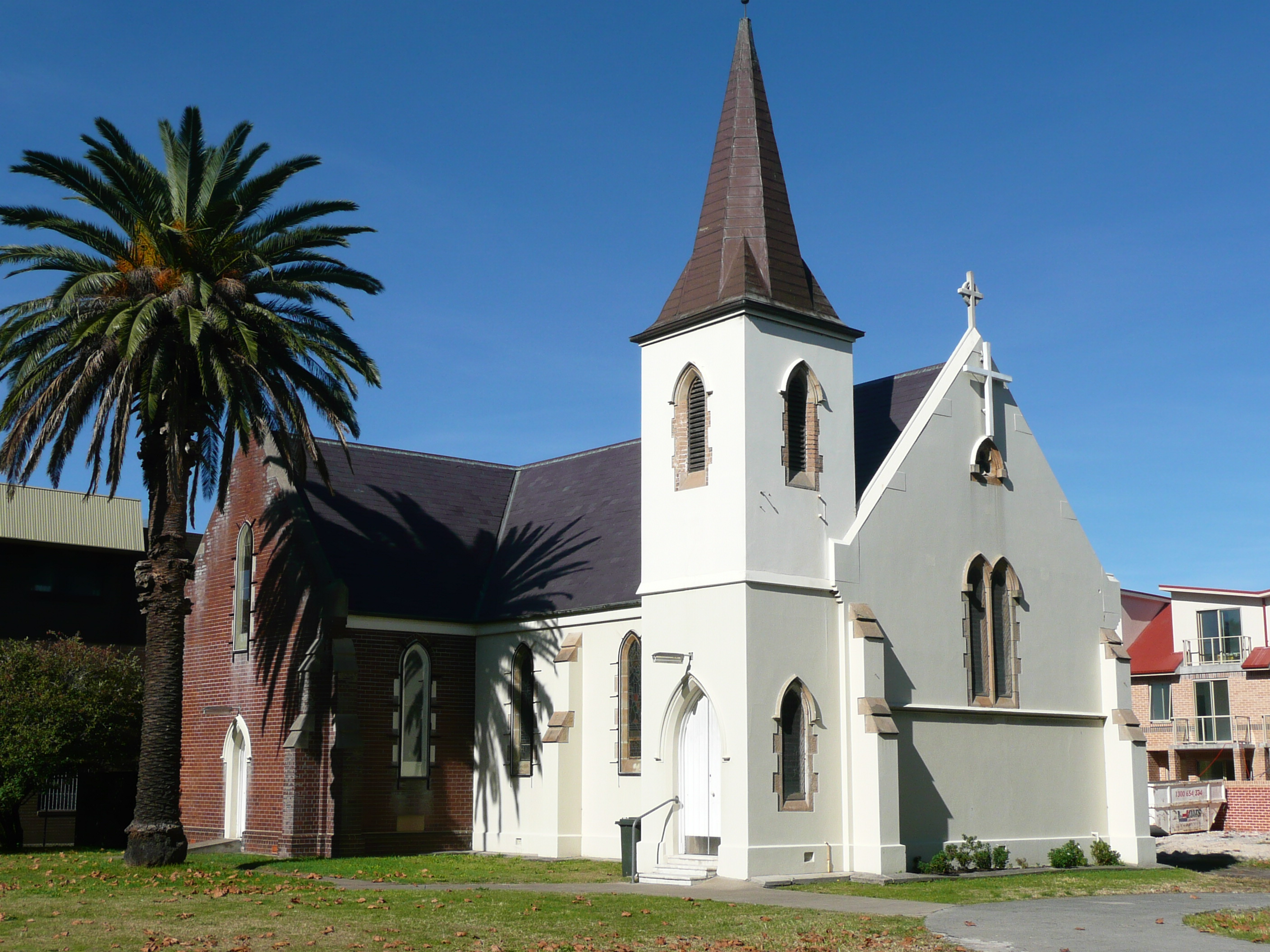
ボタニーにある聖マシュー聖公会教会
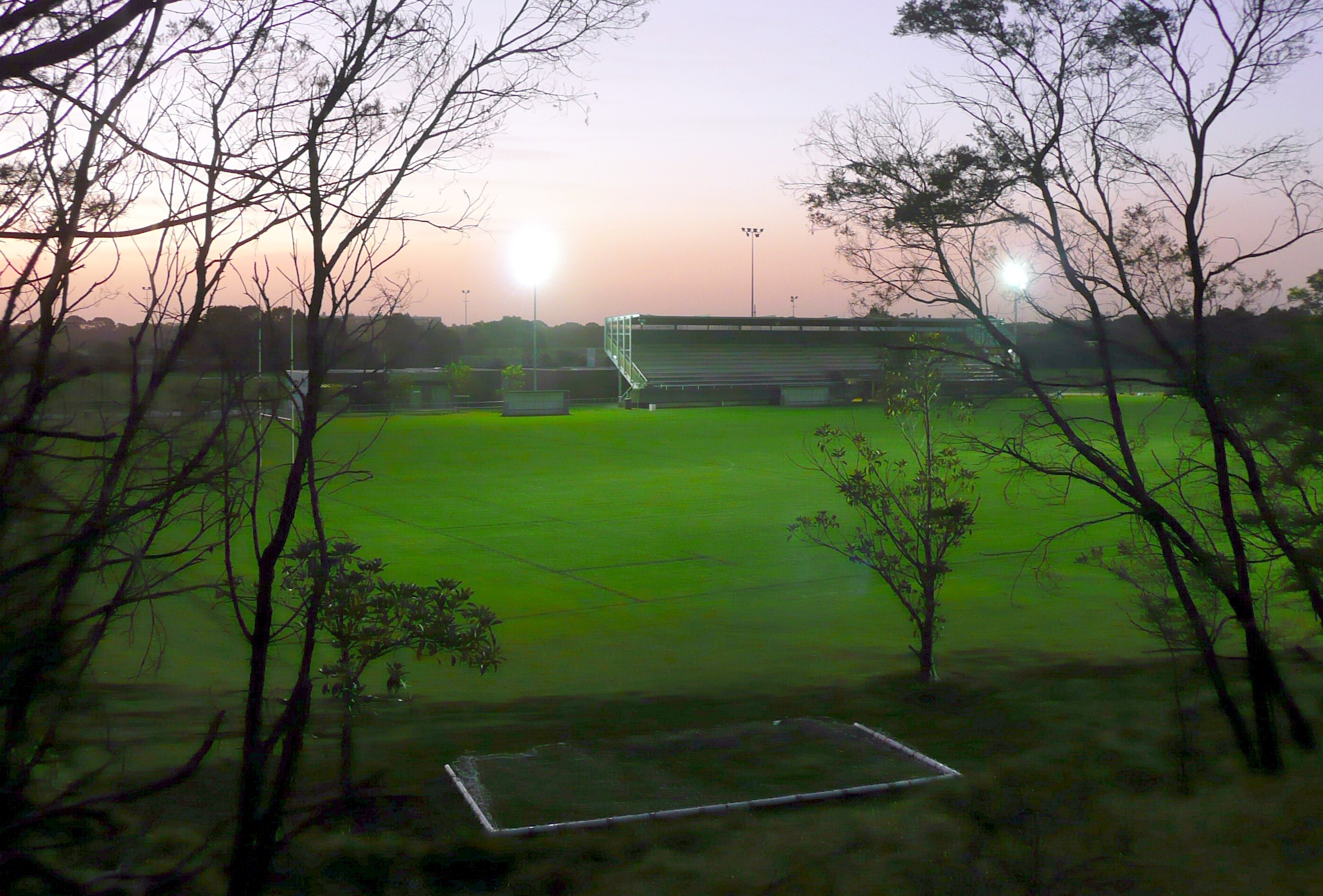
改修前のデーヴィッド・フィリップス・オーヴァル（デーシーヴィル）
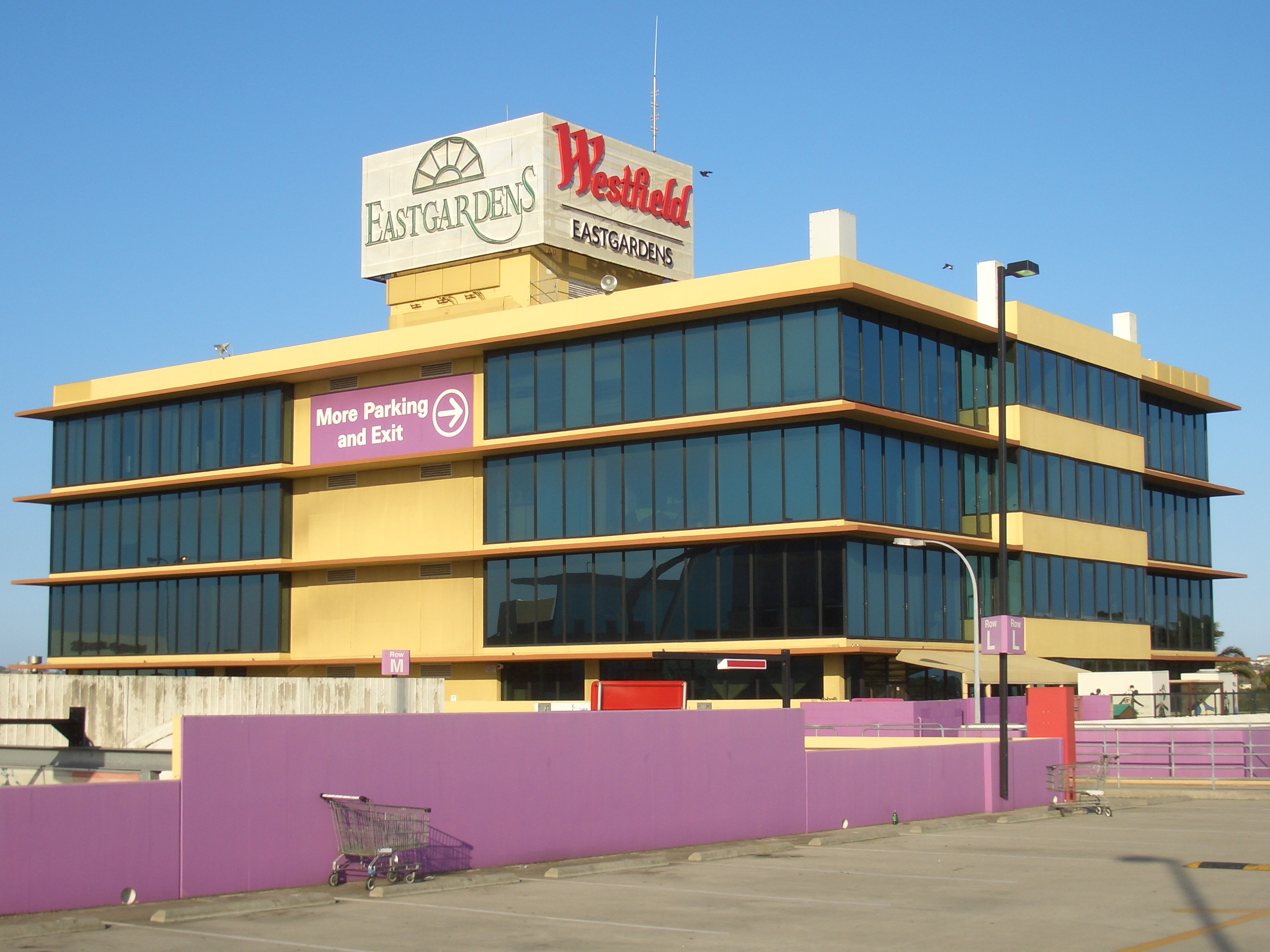
イーストガーデンズのショッピングセンター
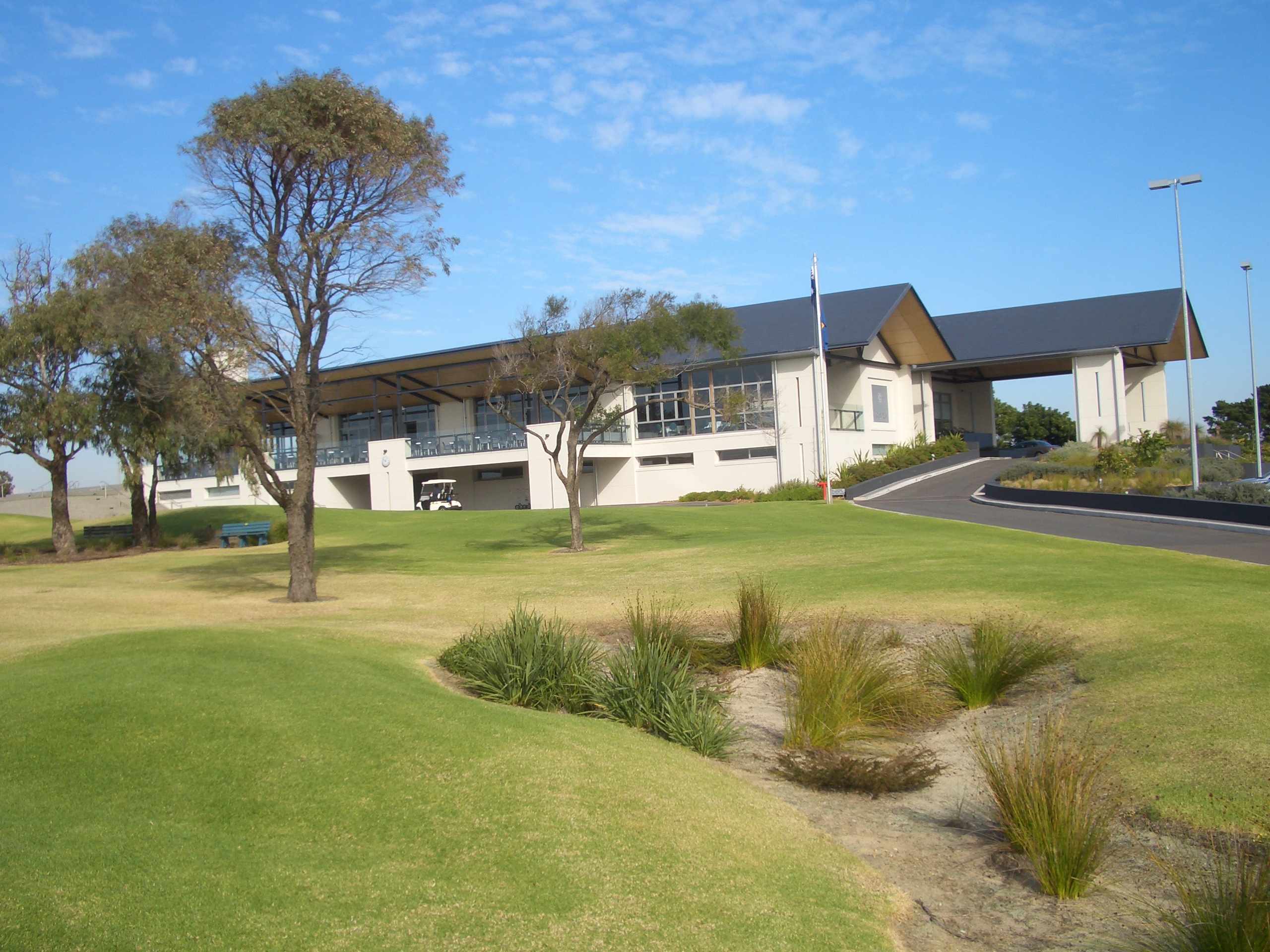
イーストレイクス・ゴルフクラブ
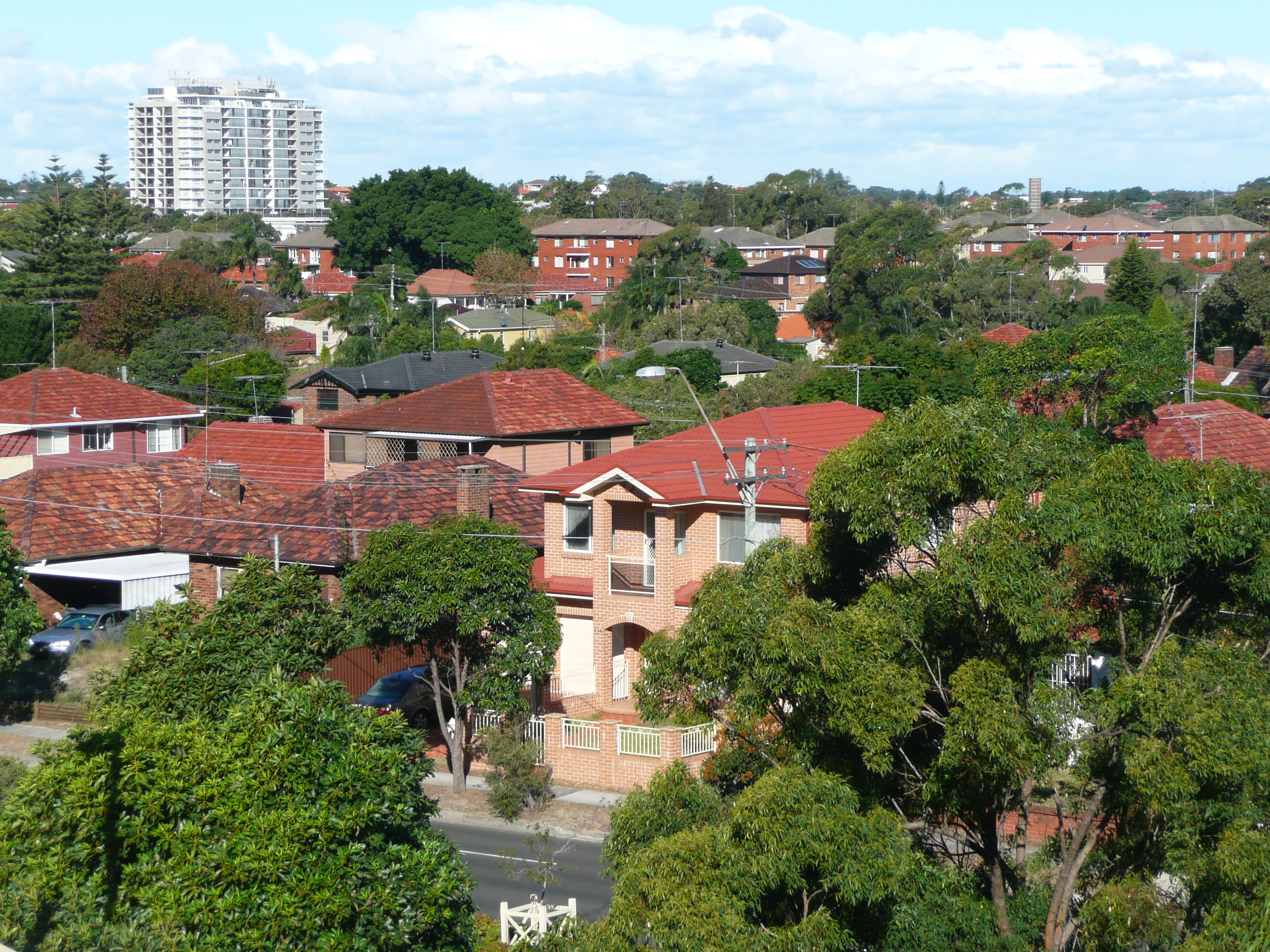
ヒルズデール
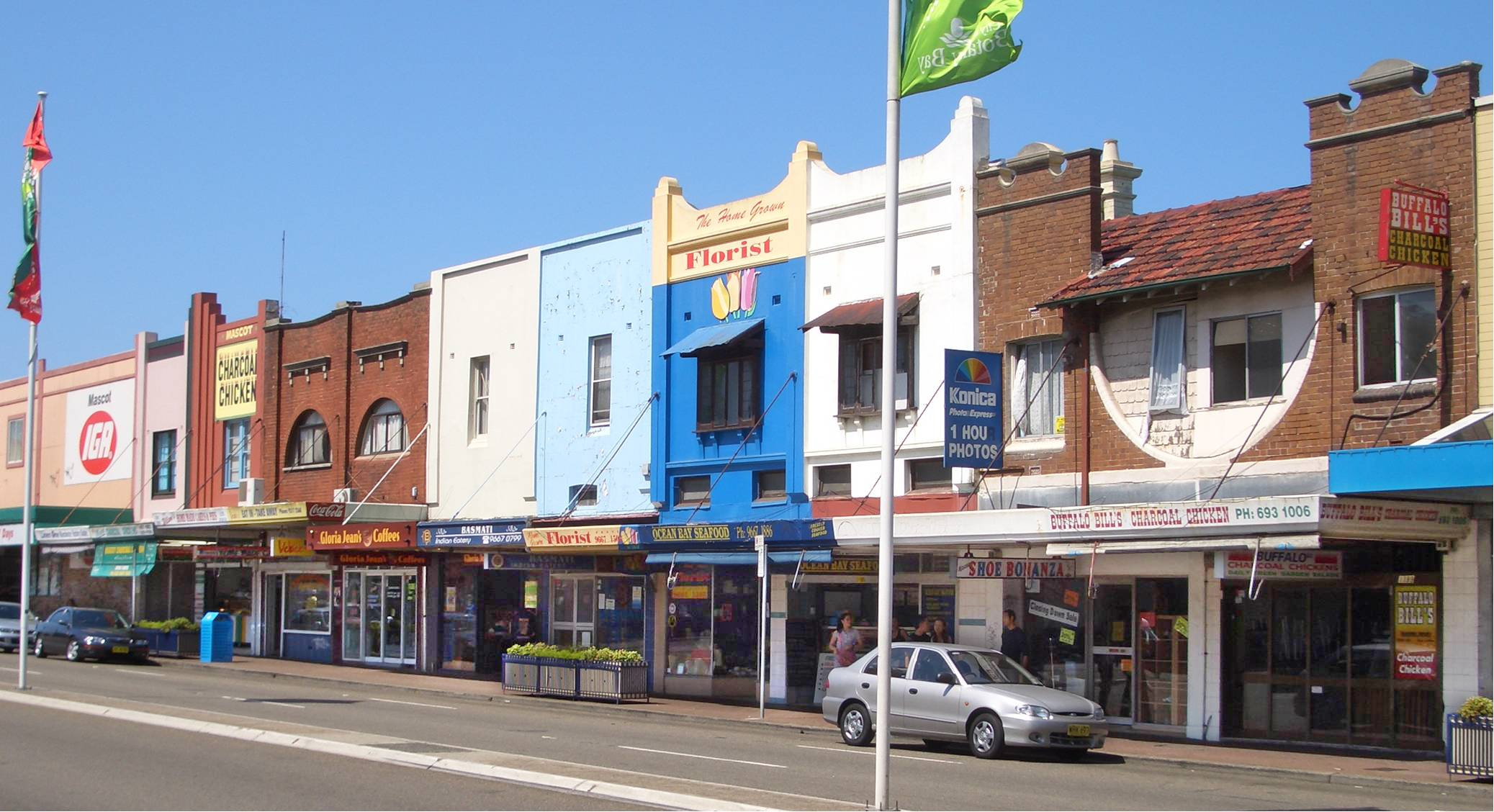
マスコット
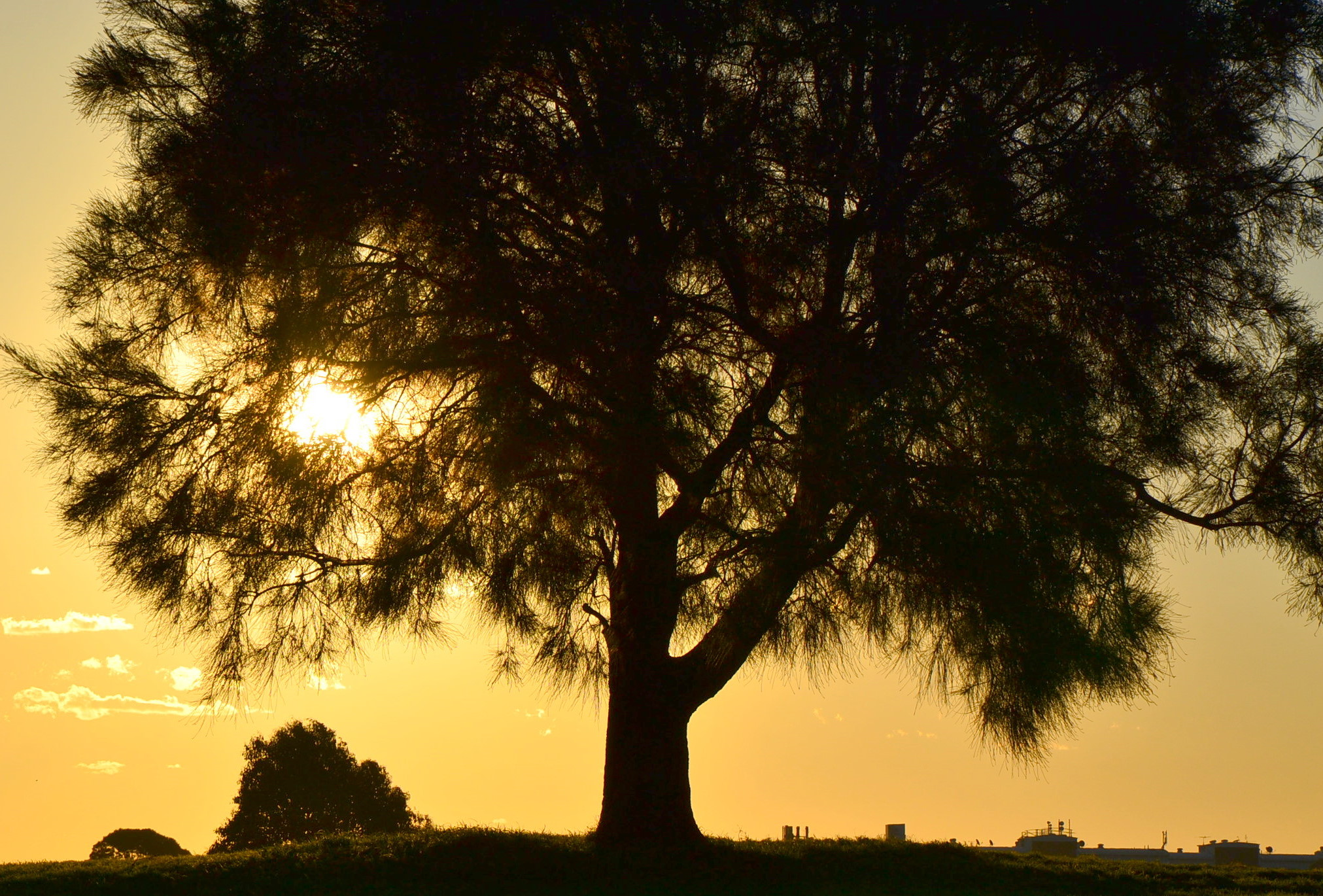
ページウッドのアストロラーベ公園
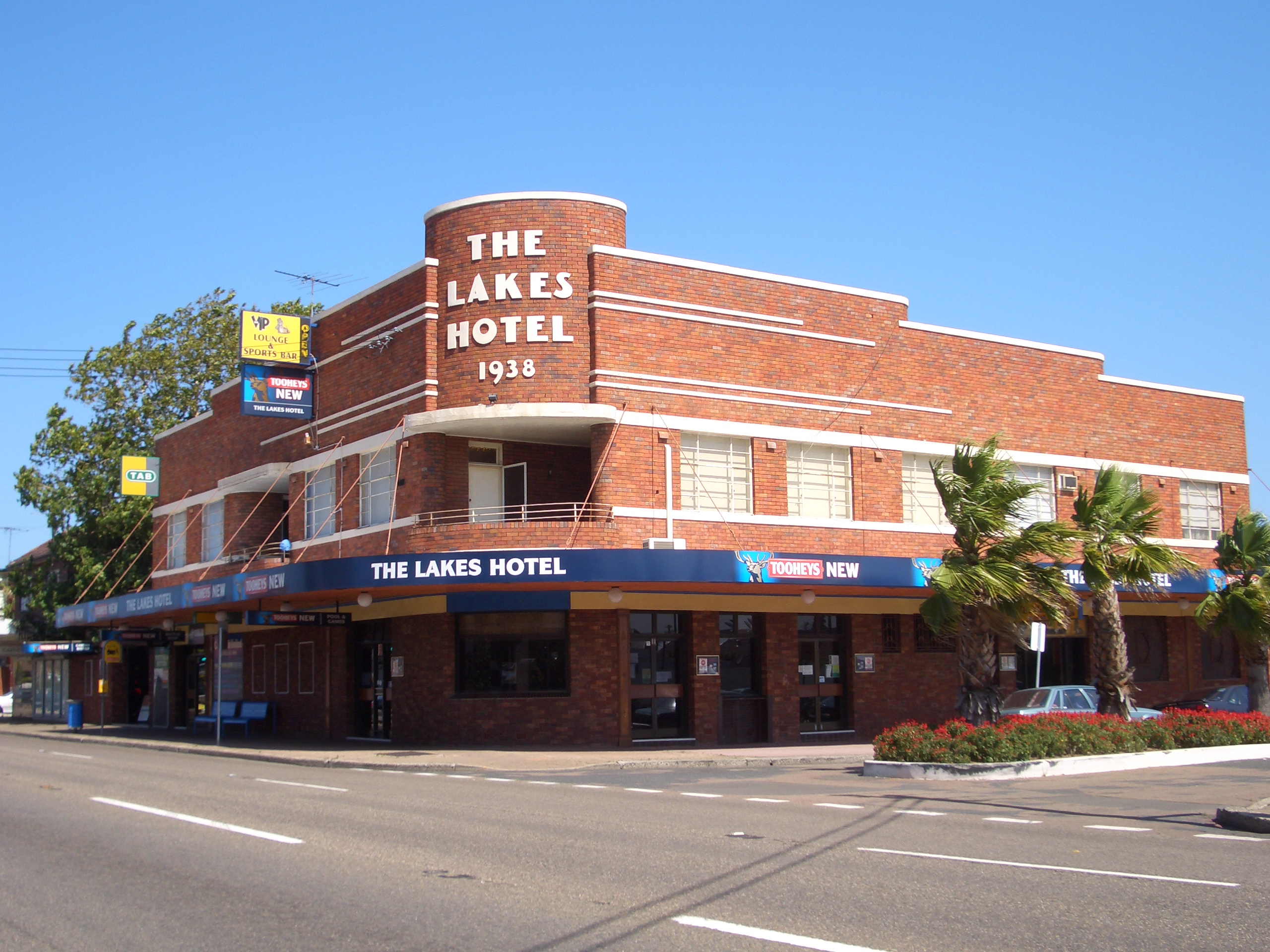
ローズベリーのザ・レイクス・ホテル

## 議会
シティ・オブ・ボタニー・ベイの議会は、7人によって構成される。任期は4年。選挙区は6つ。市長は、市議会議員とは別に、直接選挙で選出される。最新の議会選挙は、2012年9月8日に実施された。 オーストラリア労働党が7議席を独占した。